# Землетрясение в Пичилему (2010)
Землетрясение в Пичилему магнитудой в 6.9 произошло в четверг 11 марта 2010 года, эпицентр находился в 40 километрах к юго-западу от Пичилему, область Либертадор-Хенераль-Бернардо-О’Хиггинс, Чили. Тихоокеанский центр предупреждения о цунами заявил об отсутствии угрозы разрушительного цунами, но предупредил о возможности локальных цунами в радиусе 100 километров от эпицентра.

## Общие сведения
Хотя СМИ назвали это землетрясение продолжением февральского, Геологическая служба США посчитала это отдельным землетрясением. Несмотря на то, что его причиной послужило напряжение, вызванное февральским землетрясением, оно не было немедленной реакцией на надвиг Южно-Американской плиты на плиту Наска, а было вызвано обычным разломом в одной из плит. Тем не менее, пока неизвестно, в какой из плит точно случилось землетрясение.

## Ущерб
Чилийские СМИ сообщили о повреждённом пешеходном переходе на шоссе к северу от Ранкагуа. О погибших не сообщалось.

## Повторные землетрясения
В течение 6 часов были зарегистрированы ещё 10 толчков, магнитуда двух из них превысила 6, восьми — от 5 до 6.
2 мая 2010 года в этом же районе произошло землетрясение магнитудой 5,9.